# الرخوة (عبس)

تعديل مصدري - تعديل

الرخوة هي إحدى قرى عزلة الوسط بمديرية عبس التابعة لمحافظة حجة، بلغ تعداد سكانها 215 نسمة حسب تعداد اليمن لعام 2004.